# أشلي سميث-براون
أشلي سميث-براون (بالإنجليزية: Ashley Smith-Brown) هو لاعب كرة قدم بريطاني في مركز الدفاع، ولد في 31 مارس 1996 في مانشستر في المملكة المتحدة. لعب مع أكسفورد يونايتد ومانشستر سيتي ونادي بليموث أرجايل وناك بريدا وهارت أوف ميدلوثيان.

## وصلات خارجية
- أشلي سميث-براون على موقع قاعدة بيانات كرة القدم.إي يو (الإنجليزية)
- أشلي سميث-براون على موقع Soccerway.com (الإنجليزية)